# 大利根飛行場

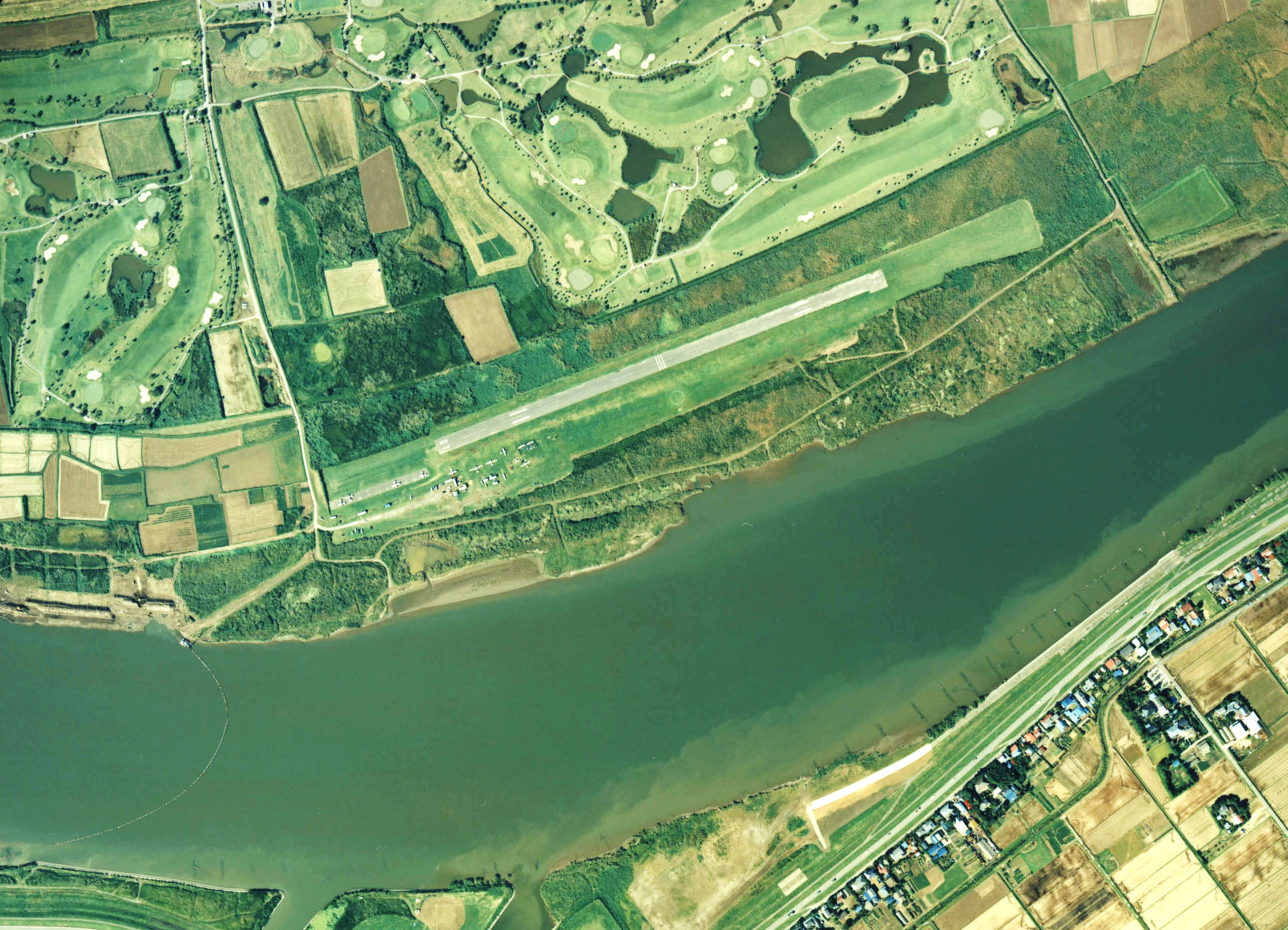
大利根飛行場附近的空拍圖（1989年攝影）。
由國土交通省國土圖像情報製成。

大利根飛行場（日语：／ Ōtone hikōjō */?）是一座位於日本茨城縣稻敷郡河內町的飛行場，在利根川河畔。日本制定的空港法裡，被歸類為「其他機場」。

## 概要
目前由社團法人日本飛行聯盟經營，主要讓滑翔機起降使用，沒有定期的航班。約北方5公里處就是龍崎飛行場。

## 地址
- 北方茨城縣稻敷郡河內町大德鍋子新田1962番地

## 外部連結
- 大利根飛行場網站 （页面存档备份，存于）